# Bruntsfield Links
Bruntsfield Links est un parc public de 14 hectares situé dans le quartier de Bruntsfield à Edimbourg, en Écosse. Il se trouve à 2 km du centre ville sur une colline à 85 mètres d'altitude, au sud ouest de l'espace vert The Meadows.
La mer est proche de Bruntsfield Links au nord. Le quartier autour de Bruntsfield Links est densément peuplé, avec 297 habitants par kilomètre carré. Bruntsfield Links est principalement constituée de pelouses.

## Terrain de golf
« Links » est un mot écossais pour la terre associée au golf. Signifiant à l’origine un terrain sablonneux ouvert « généralement recouvert de gazon, d’herbe courbée ou d’ajoncs, normalement près du bord de mer » comme à Leith Links ou Lundin Links, le mot en est venu à désigner tout terrain sur lequel le golf était joué et est maintenant souvent utilisé pour les terrains de golf modernes.
Une plaque du conseil municipal d’Édimbourg indique que Bruntsfield Links est l’un des premiers endroits connus où le jeu a été joué en Écosse : la Bruntsfield Links Golfing Society a été fondée en 1761. Le golf est toujours joué sur les Links sous la forme d’un parcours de golf de 36 trous (créé en 1890), où le Bruntsfield Short Hole Golf Club est le dernier club à jouer encore sur ce parcours unique, perpétuant ainsi les traditions historiques du golf sur les Links.

## Description
Le parc est un lieu de prédilection pour les promeneurs de chiens et est prisé par les foules qui se rassemblent sur les prairies par temps chaud d’été. Une aire de jeux pour enfants et la pelouse du club de croquet d’Édimbourg s'y trouvent également. Le terrain surélevé devant la terrasse du parc Warrender est un bon point de vue pour regarder les feux d’artifice du festival et du Nouvel An depuis le château, et pendant les chutes de neige hivernales, la pente orientée au nord devient un terrain de luge populaire pour les enfants. 

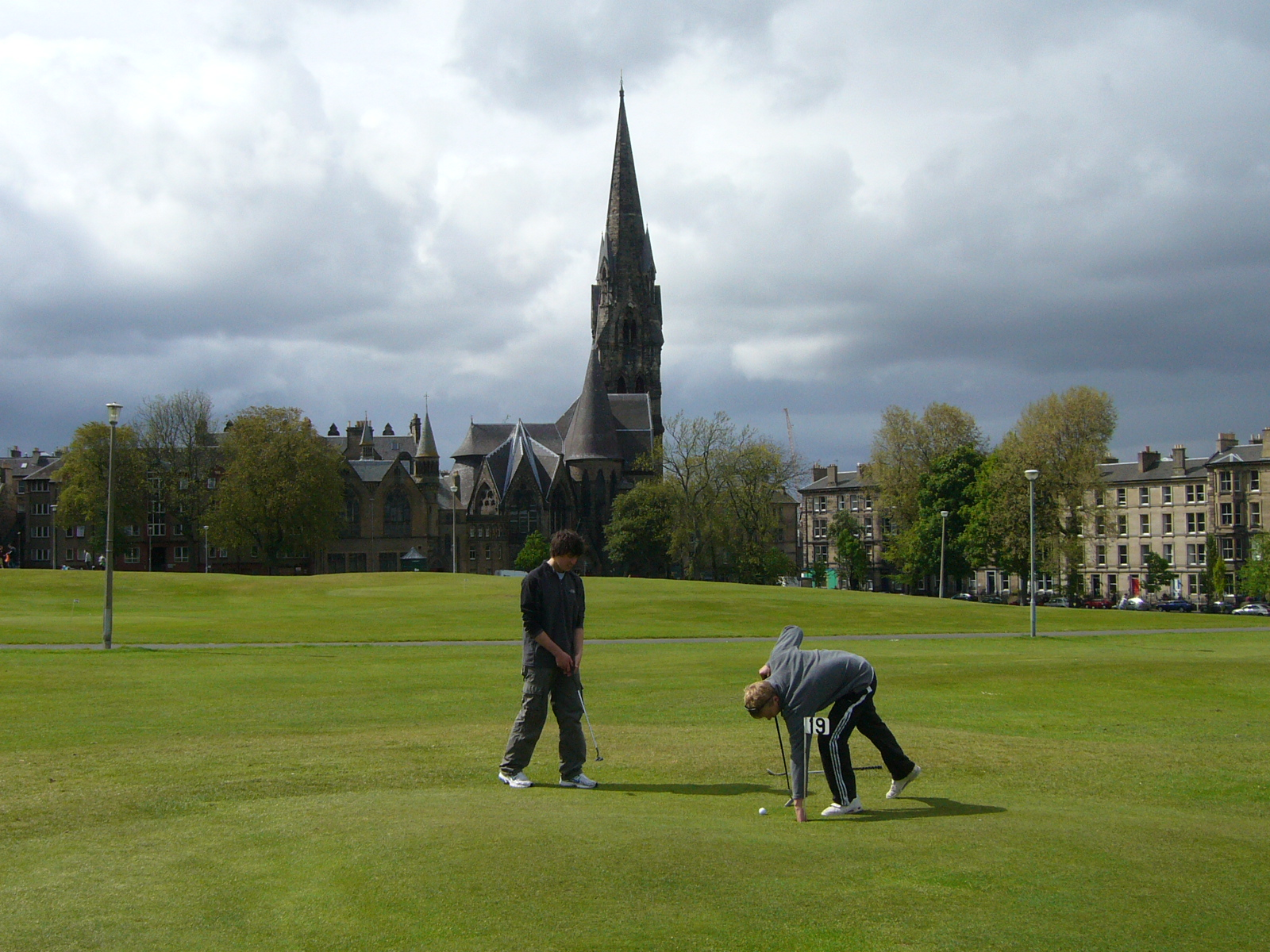
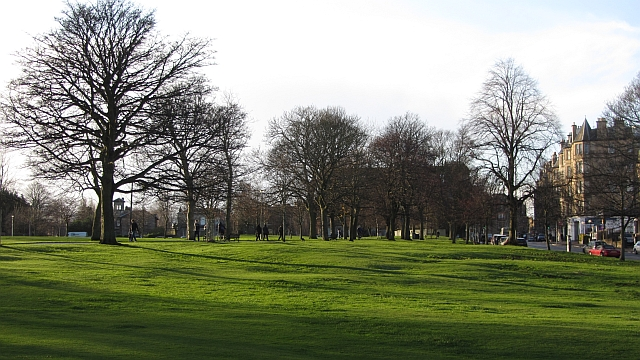
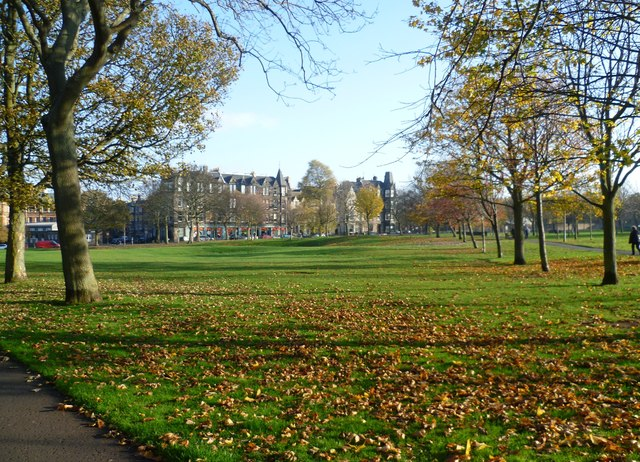
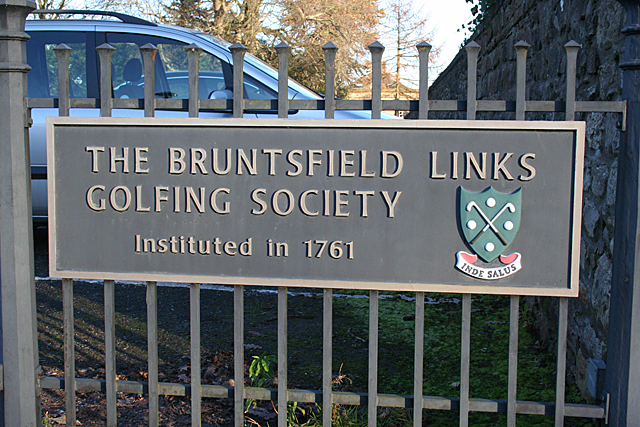
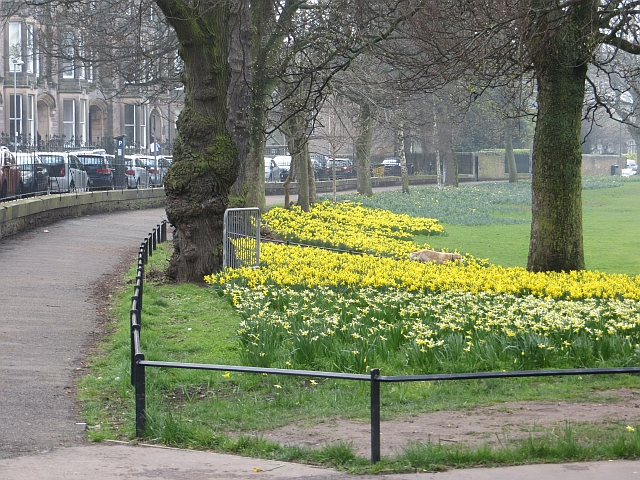
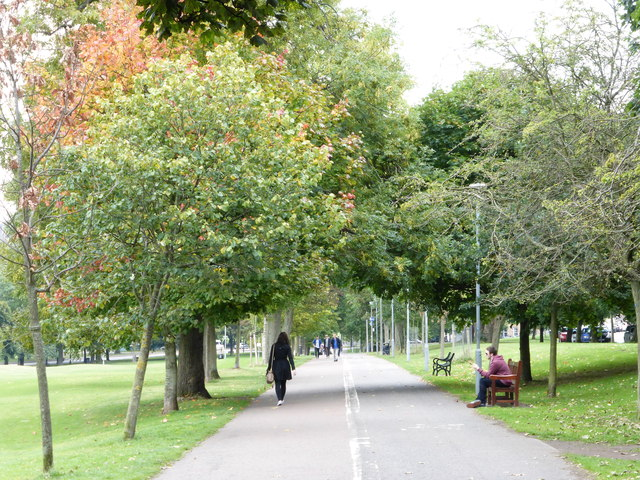